# Apomecyna guttifera
Apomecyna guttifera là một loài bọ cánh cứng trong họ Cerambycidae.